# Barraca (vivienda)

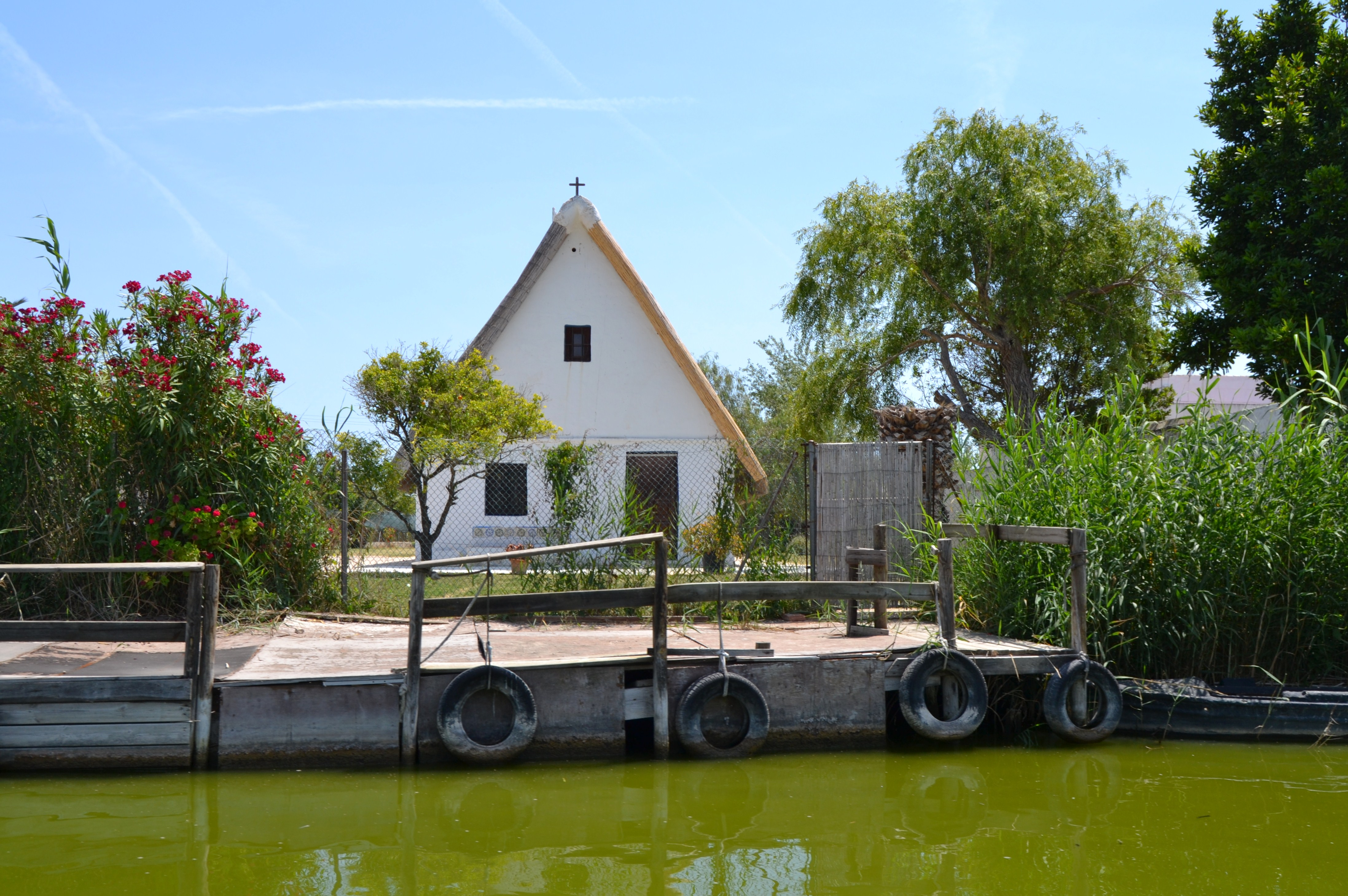
Barraca de la Albufera de Valencia.

La barraca es un edificio típico de la huerta de Valencia (Comunidad Valenciana) y de la Región de Murcia. Servía de vivienda a los labradores, por lo que se sitúa en las zonas de huertas de regadío. Existen ejemplos de barracas en la zona costera central de la Comunidad Valenciana (aproximadamente coincide con la actual zona costera de la provincia de Valencia) si bien es mucho más frecuente en las comarcas que rodean a la albufera de Valencia (Huerta de Valencia, la Ribera Alta y la Ribera Baja), aunque con la paulatina pérdida de importancia del sector agrícola en la economía valenciana su uso ha disminuido bastante. Otra zona donde la barraca es un hábitat tradicional y del que quedan algunos ejemplos es la comarca alicantina de la Vega Baja del Segura.
Debido a la proximidad geográfica con la Región de Murcia también existe el concepto de barraca. En la Vega Media del Segura, a su paso por Murcia había también una agricultura fructífera, y la vivienda conocida en la huerta era la barraca. Hoy en día desaparecida, se alude a ella en la festividad del Bando de la Huerta.
Existen dos tipos principales, la barraca de huerta y la barraca de pescadores. No obstante, este último tipo está casi desaparecido, existiendo sólo algunos ejemplares en la zona de la albufera, donde se entremezcla con la barraca de huerta debido a que dicha zona reúne las dos características.
El edificio es de planta rectangular, de unos nueve por cinco metros, con cubierta triangular con un marcado ángulo para desaguar las precipitaciones torrenciales tan típicas de dicha zona, con un caballete perpendicular a la entrada (usualmente orientada al sur) que está situada en uno de los lados menores. La distribución es siempre parecida: una puerta en la fachada sur que da acceso a un amplio pasillo que recorre toda la edificación hasta la fachada norte, donde se habilita otra puerta que permite la circulación de aire. Este pasillo es utilizado como cocina, comedor y almacén. En la otra crujía se habilitan los dormitorios, habitualmente tres. Al piso superior se accede mediante una escalera de mano y antiguamente era utilizado para la cría del gusano de seda.
Para su construcción se utilizan materiales fácilmente accesibles en la zona tales como el barro, las cañas, los juncos o los carrizos. Por ello las paredes son construidas con ladrillos de adobe y la cubierta se realiza con cañizo y paja.
El origen de este tipo de edificación es difícil de averiguar, pese a ello, hay expertos, como W.Giese y Max Thede, que consideran que podrían estar relacionadas con arcaicas construcciones circulares que poco a poco evolucionan capa estructuras rectangular, lo que podría explicar el que las partes traseras de barracas de algunas zonas presentan una pared circular, la culata (como ocurre en tierras del Ebro, o en la zona francesa de la Camarga, donde además aún conservan también el pilar central que servía para sostener la cubierta, o incluso en algunas barracas de El Palmar en Valencia)
La barraca valenciana ha sido tradicionalmente más rica que la barraca oriolana debido a las diferencias en cuanto a la propiedad de la tierra: mientras en la Huerta de Valencia el agricultor era el dueño de la huerta que cultivaba, en la Vega Baja normalmente era arrendatario ya que las tierras pertenecían al clero o a la aristocracia de Orihuela.

## Galería

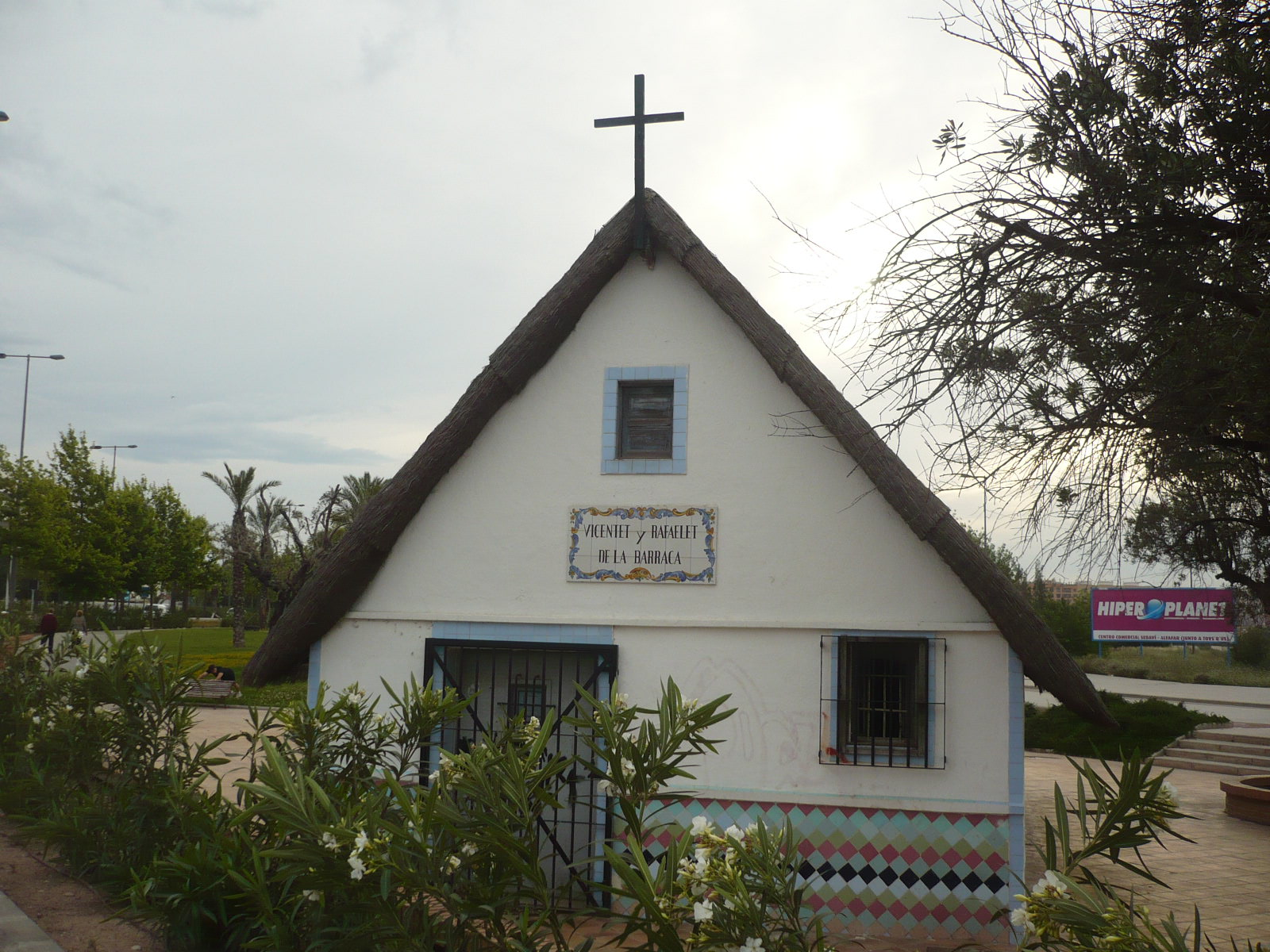
Barraca valenciana.
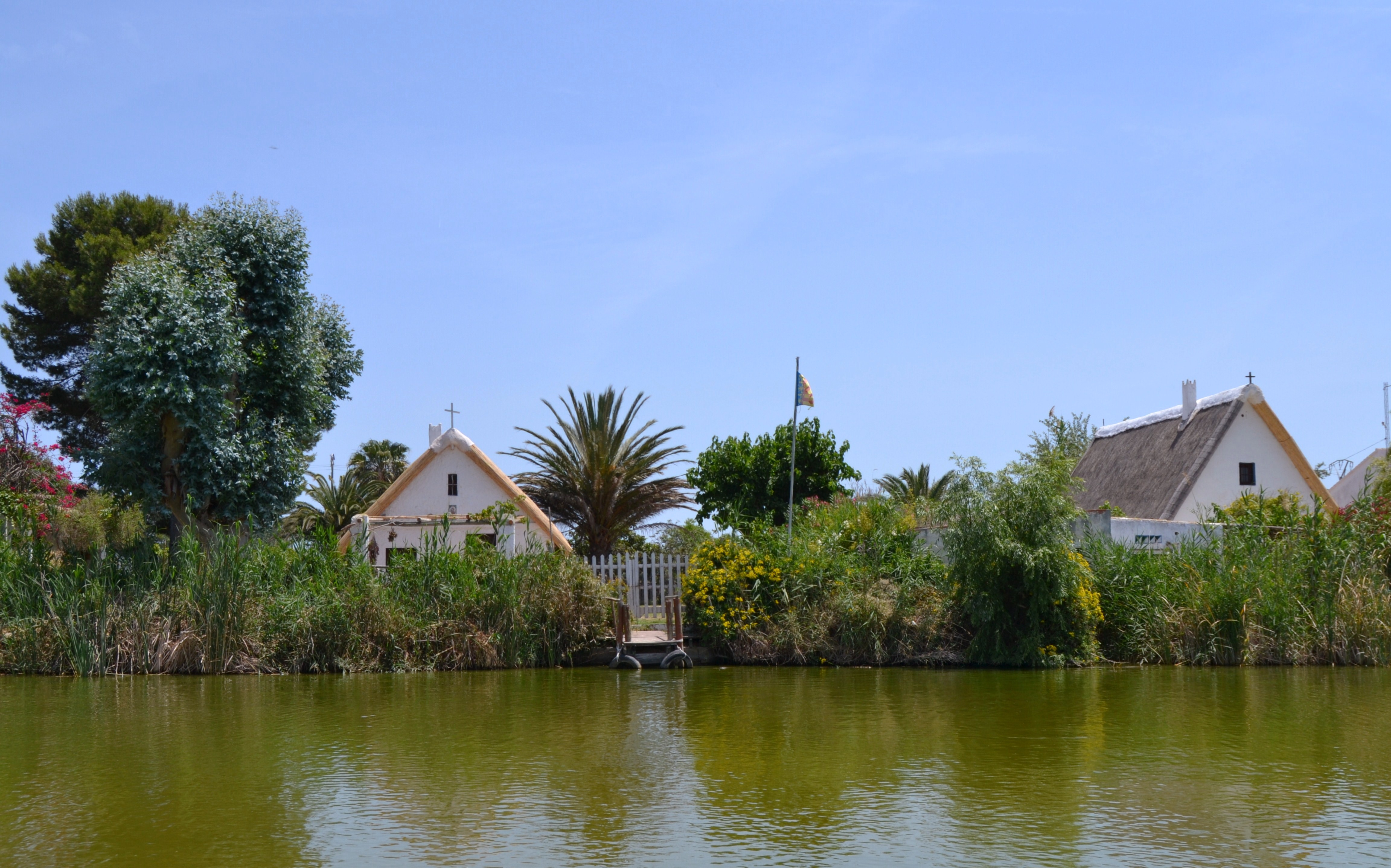
Barracas de la Albufera.
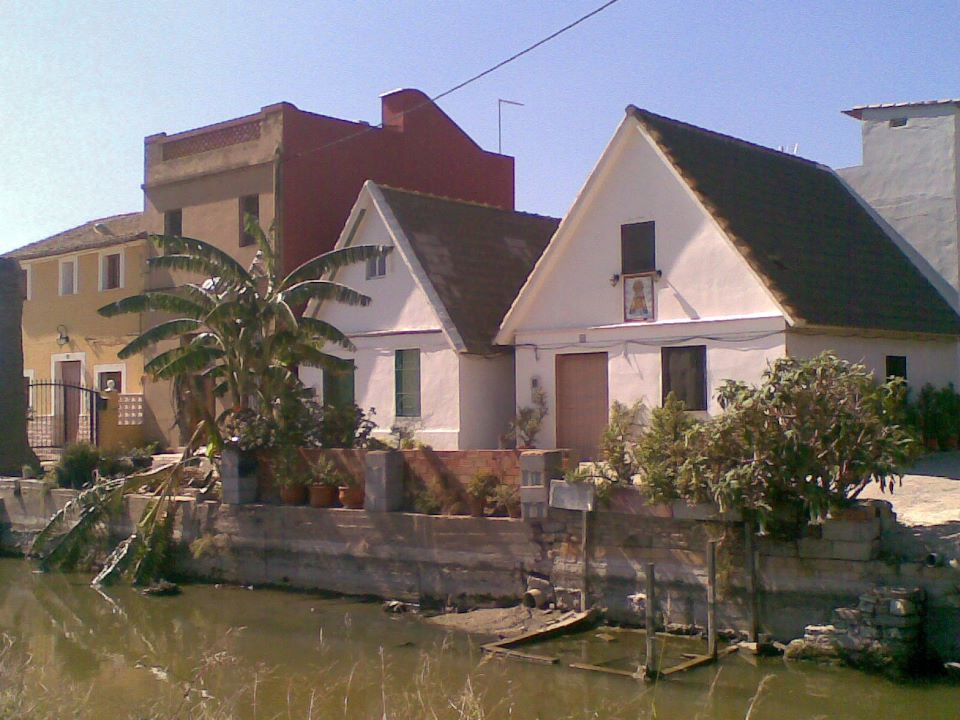
Barracas en la acequia del Pechinar, en Valencia.
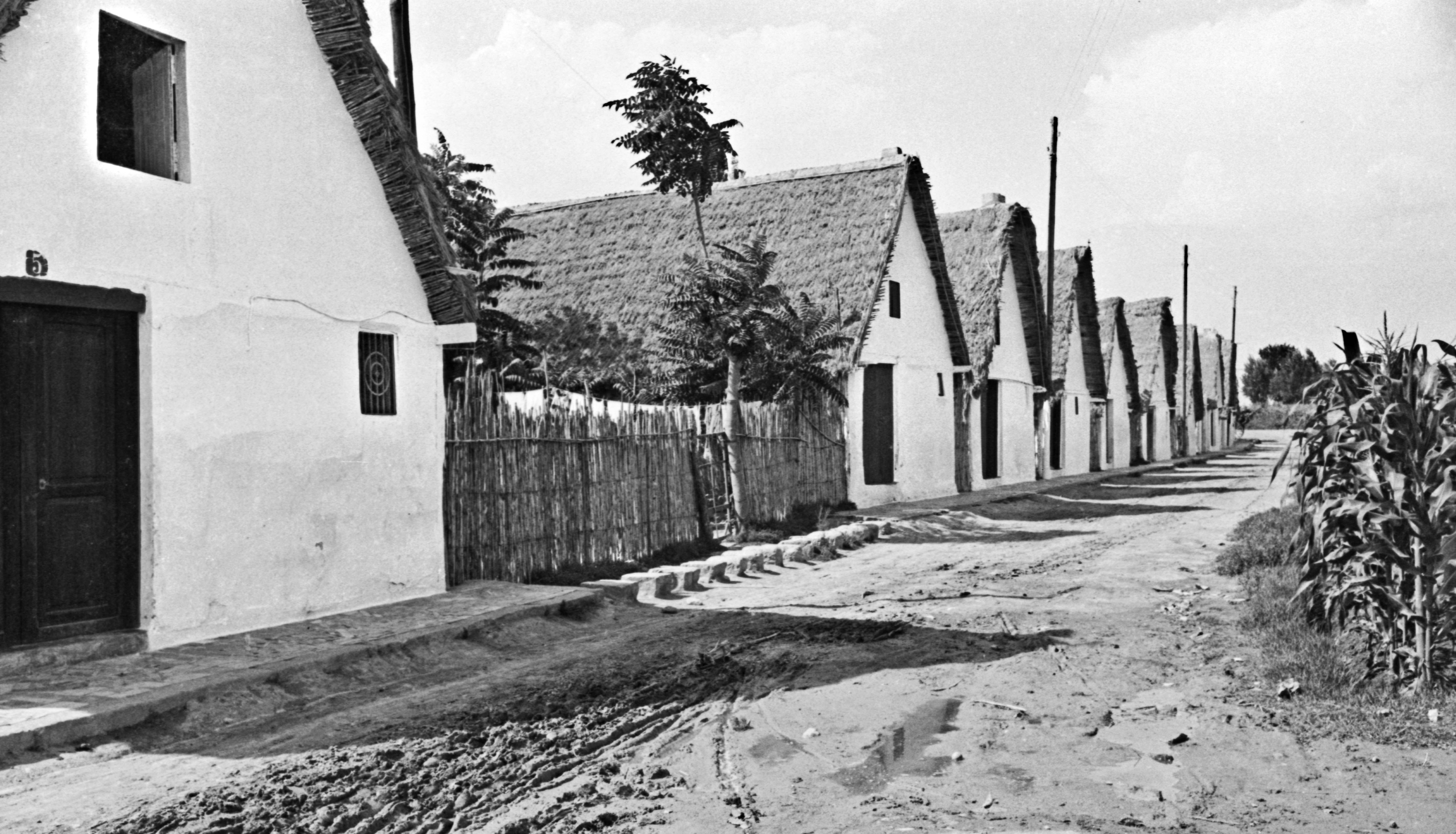
Barracas de Beniparrell antes de la Gran riada de Valencia de 1957